# Каркассонн (округ)
Округ Каркассонн (фр. Arrondissement de Carcassonne) — округ у Франції, в департаменті Од. 2023 року округ об'єднував 186 муніципалітетів, населення становило 162 885 осіб.
Адміністративний центр (супрефектура) — Каркассонн.

## Муніципалітети
Список муніципалітетів округу та їхні коди INSEE:
1. Азій (11022)
2. Алерак (11005)
3. Альзонн (11009)
4. Арагон (11011)
5. Арзан (11018)
6. Аркетт-ан-Валь (11016)
7. Бадан (11023)
8. Баньоль (11025)
9. Барбера (11027)
10. Барень (11026)
11. Бельпеш (11033)
12. Бельфлу (11030)
13. Берріак (11037)
14. Бломак (11042)
15. Брам (11049)
16. Брезьяк (11051)
17. Брусс-е-Вілларе (11052)
18. Буйоннак (11043)
19. Валь-де-Дань (11251)
20. Вантенак-Кабардес (11404)
21. Верден-ан-Лораге (11407)
22. Верзей (11408)
23. Віллазаварі (11418)
24. Віллальє (11410)
25. Вілланьєр (11411)
26. Віллар-ан-Валь (11414)
27. Віллардоннель (11413)
28. Вілларзель-Кабардес (11416)
29. Віллоту (11419)
30. Вільгаянк (11425)
31. Вільглі (11426)
32. Вільдюбер (11422)
33. Вільмань (11428)
34. Вільмустоссу (11429)
35. Вільнев-ла-Компталь (11430)
36. Вільнев-ле-Монреаль (11432)
37. Вільнев-Мінервуа (11433)
38. Вільпент (11434)
39. Вільсекланд (11437)
40. Вільсікль (11438)
41. Вільспі (11439)
42. Вільтритуль (11440)
43. Вільфлур (11423)
44. Гажа-ла-Сельв (11159)
45. Гурв'єй (11166)
46. Дузан (11122)
47. Ег-Вів (11001)
48. Еру (11002)
49. Женервіль (11162)
50. Іссель (11175)
51. Кабреспін (11056)
52. Каванак (11085)
53. Казальрену (11087)
54. Казіяк (11088)
55. Капандю (11068)
56. Каркассонн (11069)
57. Карліпа (11070)
58. Кастан (11075)
59. Кастельнодарі (11076)
60. Каюзак (11057)
61. Ко-е-Созан (11084)
62. Кодбронд (11079)
63. Комінь (11095)
64. Кон-Мінервуа (11081)
65. Конетт-ан-Валь (11083)
66. Конк-сюр-Орб'єль (11099)
67. Куффулан (11102)
68. Кюксак-Кабардес (11115)
69. Кюм'єс (11114)
70. Ла-Кассень (11072)
71. Ла-Лув'єр-Лораге (11208)
72. Ла-Помаред (11292)
73. Ла-Редорт (11190)
74. Ла-Туретт-Кабардес (11391)
75. Ла-Форс (11153)
76. Лабастід-д'Анжу (11178)
77. Лабастід-ан-Валь (11179)
78. Лабастід-Еспарберанк (11180)
79. Лабесед-Лораге (11181)
80. Лавалетт (11199)
81. Лакомб (11182)
82. Лапрад (11189)
83. Ласборд (11192)
84. Лассерр-де-Пруй (11193)
85. Ластур (11194)
86. Лафаж (11184)
87. Ле-Брюнель (11054)
88. Ле-Кассе (11074)
89. Ле-Марті (11221)
90. Лез-Іль (11174)
91. Лек (11201)
92. Леспінасьєр (11200)
93. Лімузі (11205)
94. Лорабюк (11195)
95. Лорак (11196)
96. Лор-Мінервуа (11198)
97. Мальв-ан-Мінервуа (11215)
98. Маркен (11218)
99. Марсеєтт (11220)
100. Мас-де-Кур (11223)
101. Мас-Кабардес (11222)
102. Мас-Сент-Пюель (11225)
103. Мезервіль (11231)
104. Меревіль (11226)
105. Меронн (11227)
106. Міраваль-Кабардес (11232)
107. Міреваль-Лораге (11234)
108. Моландьє (11236)
109. Мольвіль (11238)
110. Монз (11257)
111. Монклар (11242)
112. Монмор (11252)
113. Монреаль (11254)
114. Монтірат (11248)
115. Монтольє (11253)
116. Монторйоль (11239)
117. Монферран (11243)
118. Муссулан (11259)
119. Орсан (11268)
120. Палажа (11272)
121. Пезан (11288)
122. Пейран (11284)
123. Пейрефітт-сюр-л'Ер (11283)
124. Пейріак-Мінервуа (11286)
125. Пексьйора (11281)
126. Пеннотьє (11279)
127. Пеп'є (11280)
128. Пера-сюр-л'Ер (11275)
129. Пеш-Люна (11278)
130. Пешарик-е-ле-Пі (11277)
131. Плавілла (11291)
132. Плень (11290)
133. Прадель-Кабардес (11297)
134. Прексан (11299)
135. Пюжиньє (11300)
136. Пюїшерик (11301)
137. Рессак-сюр-Лампі (11308)
138. Р'є-ан-Валь (11314)
139. Р'є-Мінервуа (11315)
140. Рибуїсс (11312)
141. Рико (11313)
142. Рокфер (11319)
143. Руллан (11327)
144. Руффіак-д'Од (11325)
145. Рюстік (11330)
146. Саллель-Кабардес (11368)
147. Саль-сюр-л'Ер (11371)
148. Сальсінь (11372)
149. Сен-Годерик (11343)
150. Сен-Дені (11339)
151. Сен-Жульєн-де-Брійола (11348)
152. Сен-Мартен-Лаланд (11356)
153. Сен-Мартен-ле-В'єй (11357)
154. Сен-Мішель-де-Ланес (11359)
155. Сен-Папуль (11361)
156. Сен-Поле (11362)
157. Сен-Сернен (11365)
158. Сен-Фришу (11342)
159. Сенн-Монестьє (11089)
160. Сент-Аман (11331)
161. Сент-Елалі (11340)
162. Сент-Камель (11334)
163. Серв'єз-ан-Валь (11378)
164. Сессак (11367)
165. Сіту (11092)
166. Суй (11383)
167. Супе (11385)
168. Суянель (11382)
169. Ториз (11387)
170. Трассанель (11395)
171. Треб (11397)
172. Тревіль (11399)
173. Тросс (11396)
174. Уну (11173)
175. Фажак-ан-Валь (11133)
176. Фажак-ла-Реланк (11134)
177. Фандей (11138)
178. Фанжо (11136)
179. Фенує-дю-Разес (11139)
180. Ферран (11141)
181. Флур (11146)
182. Фонте-дю-Разес (11149)
183. Фонтьє-Кабардес (11150)
184. Фонтьєс-д'Од (11151)
185. Фресс-Кабардес (11156)
186. Фурн-Кабардес (11154)